# Бохан-Савинкова, София Дорофеевна
София Дорофеевна Бохан-Савинкова рожд. 1902 год, Минск — 9 мая 1939 года, Вильно, Польша) — русская поэтесса и публицистка, дочь русского поэта и писателя Дорофея Бохана.
Окончила гимназию в Минске. В конце 1920 года эмигрировала в Польшу и проживала в Вильно. Закончила философский факультет Пражского университета, где получила научную степень доктора философии. Польские власти не признали её диплом, поэтому она продолжила своё обучение в Университете имени Стефана Батория. C 1931 года работала секретарём редакции бюллетеня «Balticoslavica» Института исследований Восточной Европы.
Была автором стихотворений и рассказов, которые публиковались в местных русских газетах «Виленское утро», «Наше время» и «Новая искра». Писала статьи на философские темы. С 1933 года стала сотрудничать с евразийским журналом «Новая эпоха», который издавался в Нарве. Сотрудничала с виленской литературно-артистической группой «Виленское содружество поэтов», которая была секцией «Виленского русского общества», выступая на их собраниях с лекциями. Придерживалась теософии.
Скончалась 9 мая 1939 года и была похоронена на Евфросиниевском кладбище в Вильне.